# Município de Turkey (condado de Sampson, Carolina do Norte)
Localização da Carolina do Norte nos E.U.A.
O município de Turkey (em inglês: Turkey Township) é um localização localizado no  condado de Sampson no estado estadounidense da Carolina do Norte. No ano 2010 tinha uma população de 2.181 habitantes.

## Geografia
O município de Turkey encontra-se localizado nas coordenadas 35° 00′ 04,6″ N, 78° 12′ 09,98″ O.